# Antonina Pustowit
Antonina Mykołajiwna Pustowit-Dymowa (ukr. Антоніна Миколаївна Пустовіт-Димова; ros. Антонина Николаевна Пустовит-Дымова, Antonina Nikołajewna Pustowit-Dymowa; ur. 16 października 1955 we wsi Korbomykołaiwka w obwodzie kirowohradzkim) – ukraińska wioślarka reprezentująca ZSRR, srebrna medalistka olimpijska.

## Kariera
Wystąpiła na igrzyskach olimpijskich w Moskwie w 1980, gdzie osada ZSRR w składzie: Antonina Pustowit, Jelena Matijewska, Olga Wasilczenko, Nadieżda Lubimowa, Natalja Kazak i Nina Czeriemisina (sternik) zdobyła srebrny medal w czwórkach podwójnych ze sternikiem. W finale uplasowały się o 0,41 sekundy za osadą NRD. Był to jej jedyny start olimpijski. 
Kształciła się na Wydziale Wychowania Fizycznego Moskiewskiego Państwowego Instytutu Sportu. Początkowo pracowała jako nauczycielka, w 1999 została wykładowcą na Czarnomorskim Narodowym Uniwersytecie im. Piotra Mohyły w Mikołajowie, a następnie kierownikiem katedry wychowania fizycznego i sportu tej uczelni. Była także radną miasta Mikołajowa.